# Nephrotoma laconica
Nephrotoma laconica är en tvåvingeart som först beskrevs av Osten Sacken 1882.  Nephrotoma laconica ingår i släktet Nephrotoma och familjen storharkrankar.
Artens utbredningsområde är Filippinerna. Inga underarter finns listade i Catalogue of Life.